# Гербы Орловской области
Список гербов муниципальных образований Орловской области Российской Федерации.
На 1 января 2017 года в Орловской области насчитывалось 267 муниципальных образований — 3 городских округа, 24 муниципальных района, 17 городских и 223 сельских поселений.

## Гербы городских округов
| Герб | Наименование                                   | Дата утверждения | Номер в ГГР |
| ---- | ---------------------------------------------- | ---------------- | ----------- |
|      | Герб муниципального образования «Город Орёл»   | 29 января 1998   | не внесён   |
|      | Герб муниципального образования «Город Ливны»  | 26 мая 2005      | 1907        |
|      | Герб муниципального образования «Город Мценск» | 23 мая 2011      | 7237        |

## Гербы городских поселений
| Герб | Наименование                                                        | Дата утверждения | Номер в ГГР |
| ---- | ------------------------------------------------------------------- | ---------------- | ----------- |
|      | Герб муниципального образования посёлок Верховье Верховского района | 29 июля 2015     | 10583       |
|      | Герб городского поселения Долгое Должанского района                 | 10 декабря 2015  | 10789       |
|      | Герб городского поселения Знаменка Орловского района                | 25 сентября 2009 | 5767        |

| Герб | Наименование                                             | Дата утверждения | Номер в ГГР |
| ---- | -------------------------------------------------------- | ---------------- | ----------- |
|      | Герб городского поселения Дмитровск Дмитровского района  | 10 июля 2004     | 1514        |
|      | Герб городского поселения посёлок Кромы Кромского района | 17 декабря 2010  | 6720        |
|      | Герб городского поселения Новосиль Новосильского района  | 29 октября 2010  | 6524        |

## Гербы сельских поселений
| Герб | Наименование                                           | Дата утверждения | Номер в ГГР |
| ---- | ------------------------------------------------------ | ---------------- | ----------- |
|      | Герб Тельченского сельского поселения Мценского района | 21 октября 2011  | 7241        |